# Roberto Negro
Roberto Negro est un pianiste, compositeur et producteur dans les musiques de création, alliant écriture contemporaine et improvisation.

## Biographie
Né à Turin en 1981, Roberto grandit à Kinshasa (RDC) où il commence le piano à l’âge de 5 ans. Installé en France depuis 1995, il est diplômé du conservatoire de Chambéry puis poursuit ses études à Paris où il fait plusieurs rencontres déterminantes dans  le milieu des musiques de création,.
Tout comme dans son aventure au sein du Tricollectif co-fondé en 2011, Roberto se nourrit du croisement et de la rencontre : la voix (sa création Loving Suite pour Birdy So, en 2012, opéra miniature avec Élise Caron sur des textes de Xavier Machault), le théâtre (son travail avec Françoise Dô ou Émilie Le Roux / Cie Les Veilleurs pour laquelle il compose depuis 2015), l'écriture pour grands ensembles (les arrangements pour le Grand Orchestre du Tricot ou sa création Newborn avec les musiciens de l'Ensemble intercontemporain).
Roberto crée le nouveau trio Dadada avec le saxophoniste Émile Parisien et le percussionniste Michele Rabbia (it) en 2017 et est élu « Coup de Cœur » de l'académie Charles Cros en 2017 et Victoires du Jazz 2018 dans la catégorie « Album sensation de l’année » pour le disque "Dadada, saison 3" sortie sur le Label Bleu.
En 2020 sort sur le Label Bleu le nouveau disque de son quartet Papier Ciseau, suite logique de son Dadada, en conviant le violoncelliste/bassiste Valentin Ceccaldi (de).
Après plusieurs années d'écriture pour petites formes (du duo au quartet), toujours désireux de bouger des lignes et attiré par les grands ensembles, Roberto Negro crée en 2022 la pièce Newborn avec Michele Rabbia (it), Nicolas Crosse et l'Ensemble intercontemporain; scénographie lumière de Caty Olive.
En 2023 parait le disque Les Métanuits sur le label ACT, en duo avec Émile Parisien, musique inspirée des Métamorphoses Nocturnes de György Ligeti.
En 2024 parait le disque Newborn sur le label Parco della Musica, avec l'Ensemble intercontemporain.

## Distinctions et récompenses
- 2017 : Coup de cœur de l'académie Charles Cros pour le disque Saison 3[5]
- 2018 : Victoires du jazz dans la catégorie Album sensation de l’année pour le trio Dadada[6]
- 2020 : Prix SIAE[7]
- 2023 : Coup de cœur de l'académie Charles Cros pour le disque “Les Métanuits” en duo avec Émile Parisien[8]

## Discographie

### leader ou co-leader
- 2009 : Xavier Machault & Roberto Negro - Quand hurlent les haut-parleurs[9]
- 2010 : Roberto Negro Trio - Downtown sorry[10]
- 2014 : Roberto Negro - Loving Suite pour Birdy So - (L’Autre Distribution)[11]
- 2014 : Théo Ceccaldi, Valentin Ceccaldi (de), Roberto Negro, Adrien Chennebault - La Scala - (Ayler Records (en))[12]
- 2015 : Roberto Negro Trio invite Christophe Monniot - (Tricollectif)[13]
- 2016 : Théo Ceccaldi, Roberto Negro - Babies - (Le Triton)[14]
- 2017 : Roberto Negro - Garibaldi Plop - (L’Autre Distribution)[15]
- 2017 : Kimono - Musique de chambre avec basse électrique - (O’Jazz)[16]
- 2017 : Dadada - Saison 3 - (Label Bleu)[17]
- 2018 : Roberto Negro - Kings & Bastards - (Cam Jazz (en))[18]
- 2019 : Théo Ceccaldi, Roberto Negro - Montevago - (Brouhaha, Full Rhizome)[19]
- 2020 : Roberto Negro - Papier Ciseau - (Label Bleu)[20]
- 2022 : Sylvain Darrifourcq, Roberto Negro - Music for two upright pianos - (Hector, Full Rhizome)[21]
- 2023 : Émile Parisien, Roberto Negro - Les Métanuits - (ACT)[22]
- 2024 : Roberto Negro et l’Ensemble intercontemporain - Newborn - (Parco della Musica)

### Participations
- 2009 : Aquarium Orchestra - Aquarium Orchestra - (Pince-Oreilles)
- 2013 : Aquarium Orchestra - Le ciel au-dessus de чужий - (Pince-Oreilles)
- 2013 : David Enhco - La Horde - (Nome)[23]
- 2014 : David Enhco - Layers - (Nome)[24]
- 2015 : What about Sam - Happy Meal - (JACC Records)
- 2016 : Le Grand Orchestre du Tricot invite Christophe Monniot - Jericho Sinfona - (Ayler Records)[25]
- 2017 : David Enhco - Horizon - (Nome)[26]
- 2017 : Le Grand Orchestre du Tricot - Atomic Spoutnik - (Tricollectif)[27]
- 2017 : Le Grand Orchestre du Tricot - Tribute to Lucienne Boyer - (Tricollectif)[28]
- 2020 : Valentin & Théo Ceccaldi - Constantine - (Brouhaha)[29]
- 2022 : Le Grand Orchestre du Tricot - The Whole Shabang - (Tricollectif)
- 2022 : Émile Parisien Sextet - Louise - (ACT)[30] avec Émile Parisien, Theo Croker (en), Roberto Negro, Manu Codjia, Joe Martin (en) et Nasheet Waits (en).
- 2024 : Jean-Jacques Birgé, Catherine Delaunay, Roberto Negro - Album (GRRR)

## Travaux

### Pour ensemble
- Loving Suite pour Birdy So - 2014 (composition, direction, piano)
- Lüne 3000 - avec Quatuor Bela & Émile Parisien - 2018[31] (composition, direction, piano)
- Montagnes - for symphonic orchestra - 2023[32](composition, arrangements et direction d’orchestre)
- Newborn - avec l’Ensemble Intercontemporain - 2022 (composition, direction, piano)

### Pour théâtre
- La morsure de l’âne - Cie Les Veilleurs, texte de Nathalie Papin - 2008
- En attendant le petit Poucet - Cie Les Veilleurs, texte de Philippe Dorin - 2011
- Mon frère ma princesse - Cie Les Veilleurs, texte de Catherine Zambon - 2012
- La migration des canards - Cie Les Veilleurs, texte d’Elisabeth Gonçalves - 2013
- Caravaning Club - 2013 (composition et performance)
- BUFFLE ! - 2015 (composition et performance)
- Et tout ce qui est faisable sera fait - Cie Les Veilleurs et le Tricollectif - 2019 (composition et performance)
- Juillet 61 - Cie Bleus et Ardoise, texte de Françoise Dô  - 2022 - (composition et performance)
- Laughton - Cie Les Veilleurs, texte de Stéphane Joubertie - 2023

### Pour solo[Quoi ?]
- Kings & Bastards - 2018[33],[34]
- Siècle - 2023

### Pour duo
- Quand hurlent les haut-parleurs - avec Xavier Machault - 2009
- Babies - avec Théo Ceccaldi - 2016
- Montevago - avec Théo Ceccaldi - 2019
- Music for two upright pianos - avec Sylvain Darrifourcq - 2022
- Les Métanuits[35],[36]- avec Emile Parisien - 2023

### Pour trio
- Downtown Sorry - Roberto Negro Trio - 2010
- Roberto Negro Trio invite Christophe Monniot - 2015
- Garibaldi Plop - 2017
- Saison 3 - DADADA -  2017

### Pour quatuor
- La Scala - 2014
- Musique de chambre avec basse électrique - 2017
- Papier Ciseau - 2020

### Arrangements
- Xavier Stubbe - On marche sur la tête
- Tribute to Lucienne Boyer - 2017 (Tricollectif)
- Montagnes (orchestre) - 2023 (composition, arrangements et direction d’orchestre)